# GOLD (松田樹利亜のアルバム)
『GOLD』（ゴールド）は松田樹利亜のアルバム。

## 概要
アルバム「xxx in VOGUE」と同様、タイトル曲の「GOLD」はイントロダクション作品。オリジナルアルバムとしては鈴木慎一郎との二人三脚体制は本作までで、次作の「10 VISIONS」より、新たな編曲者を起用することになった。

## 収録曲
1. GOLD
2. 悲しみのオンパレード
3. Life Player
4. Mayday
5. HOPE
6. CHECK MATE
7. 月夜
8. Heavy Shit Ass
9. LEVEL UP
10. Over the Rainbow

作詞：松田樹利亜(#2 - 10)
作曲・編曲：鈴木慎一郎(#ALL)